# الانجراف: كيف فقد عالمنا طريقه
الانجراف: كيف فقد عالمنا طريقه هو كتاب صدر عام 2019 للكاتب اللبناني أمين معلوف . وهو تحليل شخصي للسياسة الدولية في فترة ما بعد الحرب، ويغطي الجغرافيا السياسية المتعلقة بالشرق الأوسط، والتفتت الاجتماعي المتزايد في أوروبا، وتغير المصداقية السياسية في الولايات المتحدة. ويسمي معلوف عام 1979 عامًا رئيسًا بسبب الثورة الإيرانية حيث لأول مرة في العصر الحديث يتشكل نظام إسلامي خالص، وأيضًا بسبب انتخاب مارغريت تاتشر.

## روابط خارجية
- إصدارات غراسيه
- الطبعات العالمية